# Heineken Open 2003
Heineken Open 2003 — тенісний турнір, що проходив на кортах з твердим покриттям у місті Окленд (Нова Зеландія), Нова Зеландія з 6 січня . Належав до категорії ATP International Series, був турніром серії ATP Auckland Open 2003 року.

## Фінальна частина

### Одиночний розряд
Густаво Куертен —  Домінік Хрбати 6–3, 7–5

### Парний розряд
Девід Адамс /  Роббі Куніґ —  Томаш Цибулець /  Леош Фридль 7–6(7–5), 3–6, 6–3